# Спекл-інтерферометрія

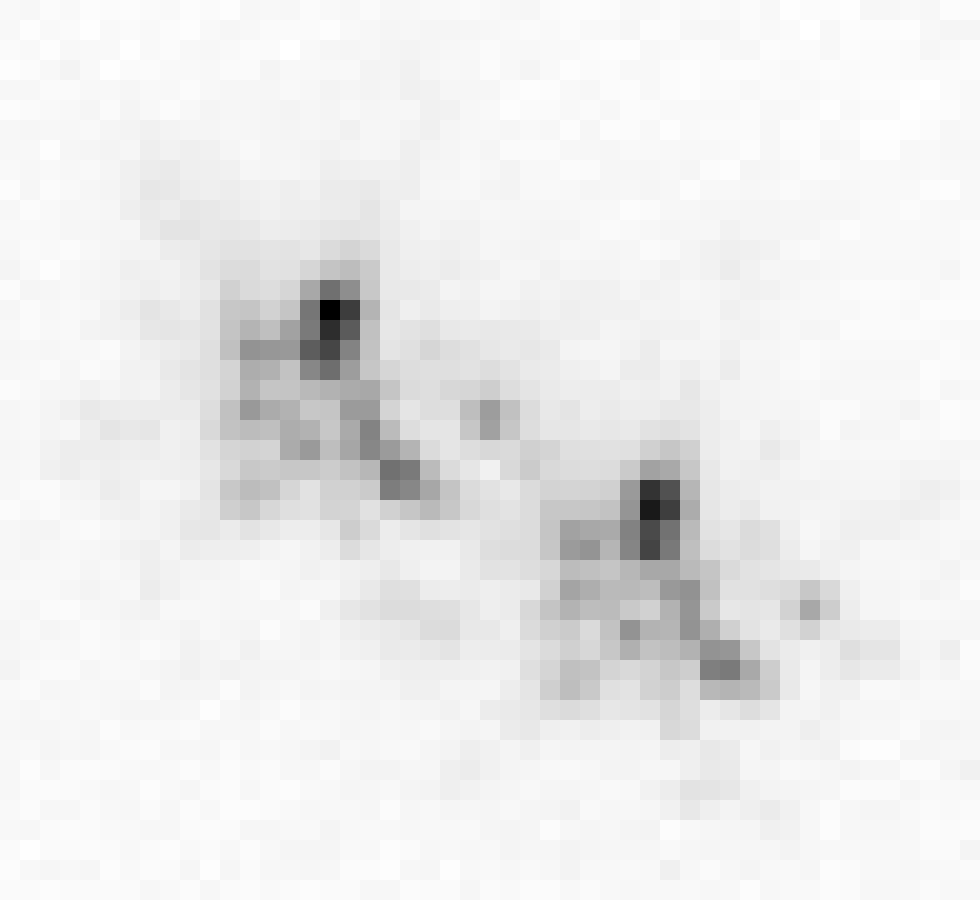
Типове зображення подвійної зорі Дзета Волопаса з короткою експозицією. Кожна зоря мала б виглядати як точкове джерело, але розмивання атмосферною турбулентністю призводить до того, що зображення двох зір розпадаються на два візерунки спеклів. Спекли швидко рухаються, так що на зображеннях із довгою експозицією кожна зоря виглядає як одна нечітка пляма.

Уповільнене відео зі спекл-зображенням, яке показує, як зображення зорі розпадається на кілька спеклів через вплив атмосфери.

Спекл-інтерферометрія — метод обробки астрономічних зображень із високою роздільною здатністю, заснований на аналізі великої кількості коротких експозицій, які фіксують зміну атмосферної турбулентності. Ці методи можуть значно збільшити роздільну здатність наземних телескопів, але застосовні тільки до яскравих об'єктів.
Паралельно зі спекл-інтерферометрією розроблялись методи «зсуву й додавання» (підсумовування зображень) та «вдалого фотографування» (пошуку найкращих кадрів). Методи спекл-інтерферометрії найактивніше розроблялись в останній третині XX століття. Зараз вони почасти (особливо на великих телескопах) поступаються методам адаптивної оптики.

## Пояснення
Принцип усіх методів полягає в тому, щоб отримати зображення астрономічних об'єктів з дуже короткою експозицією, а потім обробити їх, щоб усунути ефекти астрономічного бачення. Використання цих методів призвело до ряду відкриттів, у тому числі дозволило розрізнити тисячі подвійних зір та отримати перші зображення плям на інших зорях. Багато методів широко використовуються й сьогодні, особливо для спостереження відносно яскравих об'єктів.
Роздільна здатність телескопа обмежена розміром головного дзеркала через дифракцію Фраунгофера. Це призводить до того, що зображення віддалених об'єктів розмиваються у невелику пляму, відому як диск Ейрі. Група об'єктів, зображення яких розташовані ближче один до одного, ніж це обмеження, виглядає як єдиний об'єкт. Таким чином, більші телескопи можуть не тільки спостерігати тьмяніші об'єкти (оскільки вони збирають більше світла), але й розрізняти об'єкти, які розташовані ближче один до одного.
Це покращення роздільної здатності зі збільшенням розміру телескопа руйнується через практичні обмеження, накладені атмосферою, оптична неоднорідність якої розбиває єдину пляму диска Ейрі на багато окремих плям, які рухаються по значно більшій області (дивіться зображення подвійної системи праворуч). Для типового астрономічного бачення практичні межі роздільної здатності досягаються при розмірах дзеркал близько 20 см (для спостережень у видимому світлі за хороших погодних умов). Протягом багатьох років продуктивність телескопа була обмежена цим ефектом, поки впровадження спекл-інтерферометрії та адаптивної оптики не дало змогу усунути це обмеження.
Спекл-інтерферометрія відтворює оригінальне зображення за допомогою методів обробки зображень. Ідея методу, запропонованого американським астрономом Девідом Фрідом у 1966 році, полягала в отриманні дуже швидких зображень, так що протягом кожного зображення атмосфера залишалась практично нерухомою. На інфрачервоних довжинах хвиль час когерентності τ0 становить близько 100 мс, але для видимої області він падає до 10 мс. Коли час експозиції менший за τ0, рух атмосфери є надто повільним, щоб розмивати зображення, і спекли на зображенні відповідають миттєвому стану атмосфери в момент фотографування.
Недоліком техніки є те, що робити знімки за такої короткої експозиції складно, і, якщо об'єкт занадто тьмяний, телескоп отримає недостатньо світла для аналізу. На початку 1970-х ця техніка використовувалася в обмеженому масштабі за допомогою фотографічних методів, але оскільки фотоплівка вловлює лише близько 7 % вхідного світла, лише найяскравіші об'єкти можна було досліджувати таким чином. Введення в астрономію ПЗЗ-матриць, які вловлюють понад 70 % світла, знизило планку необхідної яскравості об'єктів на порядок, і сьогодні ця техніка широко використовується на яскравих астрономічних об'єктах (наприклад, зорях і зоряних системах).
Техніка також застосовується в промисловості. Освітлюючи поверхню лазером (чий плоский хвильовий фронт є гарним аналогом світла від далекої зорі), результуючі спекли можна обробити, щоб отримати детальні зображення дефектів у матеріалі.

## Методи

### Метод зсуву й додавання

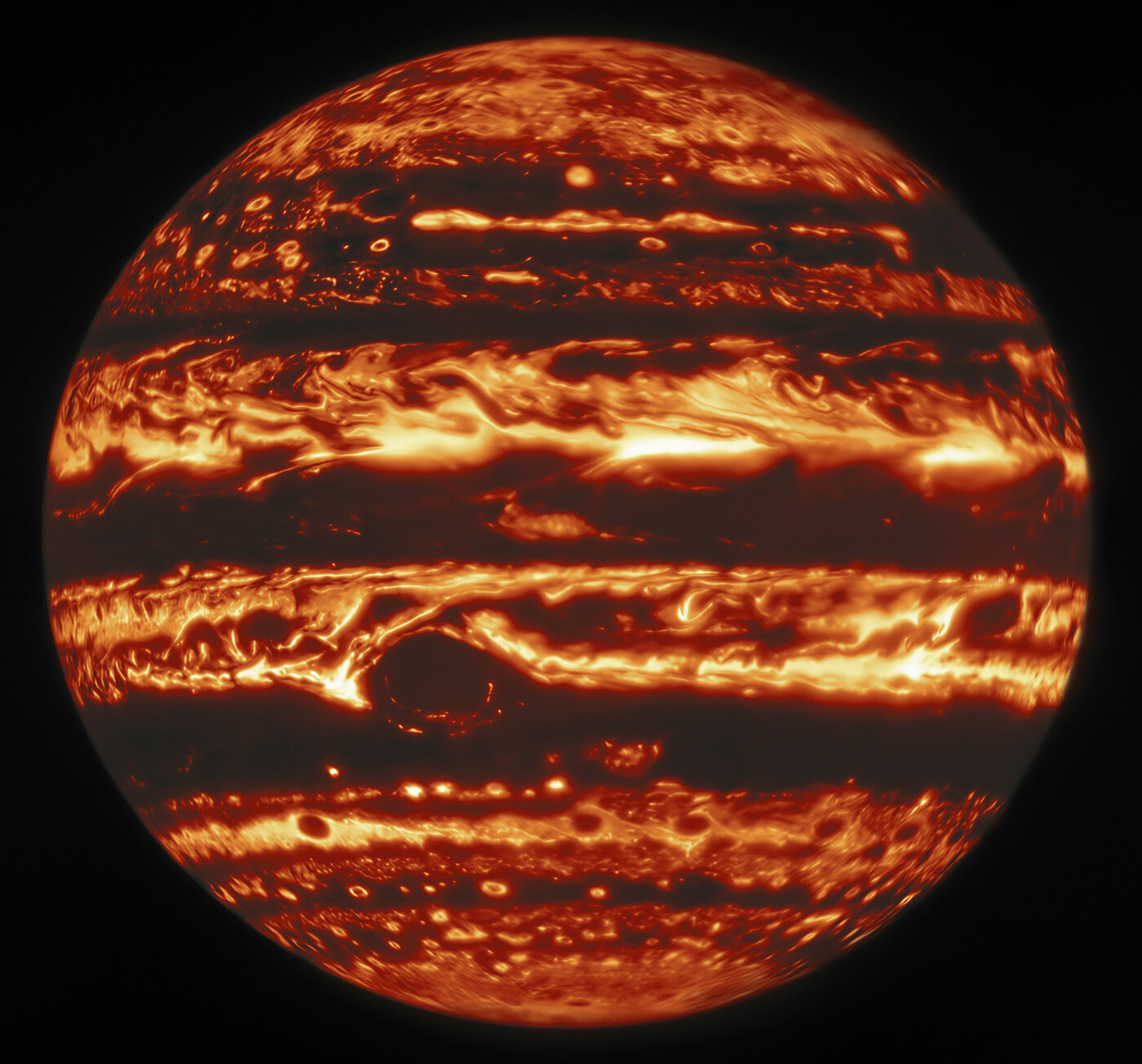
вдалі експозиції Юпітера на 5 мкм, отримані з використанням багатьох окремих кадрів обсерваторії Джемінай, кожен з відносно довгим часом експозиції 309 мс, ілюструють принцип, що час когерентності τ_{0} збільшується з довжиною хвилі.

Метод «зсуву та додавання» — це спосіб обробки спеклів, який зазвичай використовується для отримання високоякісних зображень із кількох коротких експозицій з різними зміщеннями зображення. Його застосовують в астрономії вже протягом кількох десятиліть, і він є основою для стабілізації зображення на деяких камерах. Зображення з короткою експозицією вирівнюються за допомогою найяскравішого спекла та усереднюються для отримання єдиного вихідного зображення.
Спосіб передбачає розрахунок диференціальних зсувів зображень. Це легко зробити на астрономічних зображеннях, оскільки їх можна вирівняти за зорями. Після вирівнювання зображення усереднюють. Базовим принципом статистики є те, що варіацію у вибірці можна зменшити шляхом усереднення окремих значень. При використанні усередненого значення співвідношення сигнал/шум множиться на квадратний корінь з кількості зображень. Для цього існує ряд пакетів програмного забезпечення, зокрема IRAF, RegiStax, Autostakkert, Keiths Image Stacker, Hugin та Iris.
У підході вдалих експозицій для усереднення використовують лише найкращі короткі експозиції. Ранні методи зміщення та додавання вирівнювали зображення відповідно до центроїда зображення, даючи нижчий загальний коефіцієнт Штреля.

### Спекл-інтерферометрія
У 1970 році французький астроном Антуан Лабері показав, що аналіз Фур'є може отримати інформацію про структуру об'єкта з високою роздільною здатністю на основі статистичних властивостей спеклів. Цю техніку вперше застосували в 1971 році на 200-дюймовому телескопі Паломарської обсерваторії Даніель Гезарі, Антуан Лабері та Роберт Стахнік. Методи, розроблені у 1980-х роках, дозволяли реконструювати прості зображення з інформації про спектр потужності спеклів.
Ще один новіший тип спекл-інтерферометрії, званий маскуванням спеклів, включає обчислення фази закриття з кожної з коротких експозицій. Потім можна обчислити «середній біспектр», а потім інвертувати для отримання зображення. Це особливо добре працює з використанням апертурних масок. У такій конструкції апертура телескопа заблокована, за винятком кількох отворів, які пропускають світло, створюючи маленький оптичний інтерферометр із кращою роздільною здатністю, ніж у телескопа. Ця техніка маскування апертури була впроваджена Кавендіською астрофізичною групою.
Одним із обмежень техніки є те, що вона вимагає значної комп'ютерної обробки зображення, чого було важко досягти, коли цю техніку вперше розробляли. З часом це обмеження зникло, оскільки обчислювальна потужність зросла, і сьогодні настільні комп'ютери мають більш ніж достатньо потужності, щоб така обробка була тривіальним завданням.